# Hans-Jürgen Seelos
Hans-Jürgen Seelos (* 14. Juni 1953 in Heilbronn; † 20. Juni 2013 in Reichenau) war ein deutscher Medizinmanager und Medizininformatiker.

## Leben
Hans-Jürgen Seelos wurde 1983 in Humanwissenschaften (Dr. sc. hum.) sowie 1991 in Wirtschaftswissenschaften (Dr. rer. pol.) promoviert; er habilitierte sich 1984 in Medizinischer Informatik. Er war Alleingeschäftsführer mehrerer Fachkrankenhäuser, Pflegeheime und verbundener Tageskliniken.
Er wurde 1996 Leiter der Zentren für Psychiatrie Emmendingen und Reichenau und seit 1999 des Klinikums Nordschwarzwald in Calw.
Seelos war außerplanmäßiger Professor für Medizinische Informatik, insbesondere Krankenhausinformatik, an der Heinrich-Heine-Universität Düsseldorf; er lehrte zudem an der Universität Konstanz (Honorarprofessor), an der European Business School und an der Fachhochschule St. Gallen. Zudem engagierte er sich als Unternehmensberater im Gesundheitswesen. Er war Direktor des Instituts für Medizinmanagement (ifm).
Forschungs- und Arbeitsschwerpunkte waren Systems Engineering und Informationsmanagement im Gesundheitswesen, Gestaltung, Anwendung und Bewertung des Einsatzes von Informations- und Kommunikationstechnologien, insbesondere im Krankenhaus, unternehmensweite strategische Informationsplanung, Qualitätssicherung in der Medizin.

## Schriften
- Wörterbuch der Medizinischen Informatik. de Gruyter, 1990, ISBN 3-11-011224-8.
- Medizinische Informatik, Biometrie und Epidemiologie. de Gruyter, 1997, ISBN 3-11-014317-8.
- Krankenhausmanagement. Urban & Fischer Verlag, 2000, ISBN 3-437-21590-6.
- Personalführung in Medizinbetrieben: Medizinmanagement in Theorie und Praxis. Gabler Verlag, 2007, ISBN 978-3-8349-0431-7.
- Lexikon Medizinmanagement. Oldenbourg Verlag, 2008, ISBN 978-3-486-58532-2.
- Patientensouveränität und Patientenführung: Medizinmanagement in Theorie und Praxis. Gabler Verlag, 2008, ISBN 978-3-8349-0825-4.
- Management von Medizinbetrieben: Medizinmanagement in Theorie und Praxis. Springer Gabler, 2010, ISBN 978-3-8349-2377-6.

## Herausgeber
- Hans-Jürgen Seelos, Klaus Hoffmann (Hrsg.): 100 Jahre Eröffnung des heutigen Zentrums für Psychiatrie Reichenau. Psychiatrie-Verlag, Köln 2013, ISBN 978-3-88414-536-4. (Maßregelvollzug, Suchtkranke, Demenz, Nationalsozialistische Zeit).[2]